# Jacques Philippe D'Orville
Jacques Philippe D'Orville (Amsterdam, 28 luglio 1696 – Heemstede, 4 settembre 1751) è stato un filologo e storico olandese.

## Biografia
Nato in una famiglia di religione protestante di origine francese, dopo un regolare corso di studi, si laureò all'Università di Leida.
Fu all'Università di Oxford, per diversi brevi periodi, una prima volta nel 1718, quando ancora studiava a Leida, e dopo nel 1725 e ancora nel 1751, pochi mesi prima di morire.
Dopo la laurea viaggiò per l'Europa visitando, non nello stesso ordine, Germania, Inghilterra, Francia e Italia, in Sicilia vi approda nel 1727 trattenendosi dal 20 maggio al 26 luglio passando da Messina, Selinunte, Agrigento, Siracusa, Trapani (dove incontra l'architetto Francesco Nicoletti per eseguire i disegni), Lentini e l'Etna.
Nel corso dei viaggi, durati circa sei anni dal 1723 al 1729, cercò di acquisire il massimo della documentazione possibile sui classici della letteratura latina e greca.
Al ritorno dal lungo viaggio di studio e formazione, ottenne una cattedra all'Università di Amsterdam dove insegnò per dodici anni fino al 1742. Quindi si ritirò dall'insegnamento dedicandosi all'attività di studio e di scrittore.
La sua produzione filologica e storiografica è basata su manoscritti, in genere non di epoca remota, e appunti da lui scritti durante i lunghi viaggi giovanili.

## Opere
- Miscellaneae Observationes in auctores veteres et recteiores, in collaborazione con Pieter Burman il Giovane
- Miscellaneae Observationes creticae novae
- Charito
- Sicula, pubblicato nel 1764